# Perú en los Juegos Paralímpicos de Tokio 2020
La participación de Perú en los Juegos Paralímpicos de Tokio 2020 fue la novena actuación paralímpica del país. La delegación peruana estuvo compuesta por 12 deportistas 8  hombres y 4 mujeres que compitieron en 4 deportes.

## Medallistas
| Medalla        | Nombre          | Deporte   | Evento        |
| -------------- | --------------- | --------- | ------------- |
| Medalla de oro | Leonor Espinoza | Taekwondo | Femenil 49 kg |

## Ciclismo
- Israel Hilario

## Bádminton
- Pilar Jáuregui

## Natación
- Rodrigo Santillán
- Dunia Felices

## Atletismo
- Rosbil Guillén
- Efraín Sotacuro
- Carlos Sangama
- Melissa Baldera

## Judo
- Freed Villalobos

## Powerlifting
- Niel García

## Taekwondo
- Angélica Espinoza